# Liệu pháp hương thơm
Liệu pháp hương thơm sử dụng các chất có mùi như tinh dầu và các hợp chất hương thơm khác để cải thiện tinh thần và sức khỏe. Phương pháp này chủ yếu thực hiện qua việc hít thở hương thơm, và thường được dùng trong liệu pháp hỗ trợ hoặc y học thay thế.
Tại Hoa Kỳ, các chất hương dùng trong liệu pháp hương thơm không được công nhận là thuốc kê đơn. Hiện chưa có bằng chứng khoa học rõ ràng cho thấy liệu pháp hương thơm có thể ngăn ngừa hoặc điều trị bệnh, nhưng nhiều người, đặc biệt là bệnh nhân ung thư, vẫn sử dụng để giảm đau, căng thẳng hoặc buồn nôn.
Các phương pháp sử dụng tinh dầu bao gồm bôi lên da, mát-xa, hít hoặc ngâm mình trong nước có pha tinh dầu. Tuy nhiên, do chất lượng nghiên cứu còn hạn chế, chưa thể khẳng định liệu pháp hương thơm có giúp giảm buồn nôn sau phẫu thuật hay không.
Tinh dầu chứa nhiều hợp chất thơm, như terpinoid và phenylpropanoid. Để nghiên cứu tác dụng dược lý, các nhà khoa học cần phân tích từng thành phần riêng lẻ trong mỗi loại tinh dầu.